# Форган, Шевонна
Шевонна Форган (англ. Chevonne Forgan; род. 30 июня 2000, Аделаида) — американская саночница. Призёр чемпионатов мира в двойках. Член сборной США по санному спорту. Призёр и победитель этапов Кубка мира.

## Биография
Форган родилась в Аделаиде, в Южной Австралии. В 2011 году переехала в Челмсфорд, штат Массачусетс. С 2012 года Шевонна участвовала в соревнованиях по санному спорту в США, а в мае 2013 года было объявлено, что она стала членом юниорской сборную США по санному спорту.
После окончания средней школы Челмсфорда в 2018 году Форган переехала в Лейк-Плэсид, где тренируется на санно-бобслейной трассе.
В 2020 году Форган перешла в парный разряд и участвует в гонках вместе со своей напарницей Софией Киркби. Форган выступает в качестве пилота, управляя санями. По итогам Кубка мира по санному спорту 2022/2023 года американская пара Форган и Киркби заняли пятое место в общем зачёте.
На чемпионате мира по санному спорту 2022 года, где соревнования в женских пара проводились впервые, Форган завоевала бронзовую медаль.
На чемпионате мира по санному спорту 2024 года американская саночница стала серебряной медалисткой в командной эстафете и бронзовой в женском парном разряде. Во время соревнований в двойках американки установили рекорд старта 5,925 и рекорд трассы 42,334.